# 風に吹かれて (エレファントカシマシの曲)
「風に吹かれて」（かぜにふかれて）は、エレファントカシマシの16枚目のシングル。

## 概要
アルバム「明日に向かって走れ-月夜の歌-」からのシングルカット曲。楽曲自体は1994年頃にはできていたが、発表は「まだ早い」と判断したと、ボーカルの宮本浩次は語っている。
ジャケットは、東京都目黒区上目黒2丁目の富士銀行（現・みずほ銀行）中目黒センターから南西に向かって撮影されたもの。千代田生命本社（現・目黒区役所総合庁舎）、中目黒しぜんとなかよし公園、駒沢通り、目黒区立中目黒小学校などが写っている。
PVは、公園に4人が座り、宮本が歌っているだけのシンプルな映像である。撮影場所は札幌大通り公園。札幌市民会館ライブのために札幌に行った際、ライブ当日の夜から翌朝にかけて撮影された。
2008年、シングル「笑顔の未来へ」に「風に吹かれて(New Recording Version)」が収録された。

## 収録曲
1. 風に吹かれて
1997年 グリコ「アーモンドチョコレート」CF曲
1997年 テレビ東京系列「TOWER COUNTDOWN」
2000年 富士フイルム 「AXIA MD-im」CF曲
2004年 アサヒビール「Japan.Dream.アテネ五輪野球日本代表応援」CF曲
2012年 BSテレ東「ゴルフ侍、見参!」シニアプロゴルファー登場曲
2. さらば青春
2013年 映画「みなさん、さようなら」挿入歌

## カバー
風に吹かれて
- いきものがかり- シングル『流星ミラクル』(2006年12月6日)収録。
- 秦基博 - トリビュートアルバム『エレファントカシマシ カヴァーアルバム2 ～A Tribute To The Elephant Kashimashi～』(2013年12月18日)収録。
- 菅原卓郎(9mm Parabellum Bullet) - トリビュートアルバム『エレファントカシマシ カヴァーアルバム3 ～A Tribute To The Elephant Kashimashi～』(2018年3月21日)収録。
- 鈴木実貴子ズ - シングル『風に吹かれて』(2025年4月16日)収録。同年3月1日先行配信。

さらば青春
- Dragon Ash - トリビュートアルバム『エレファントカシマシ カヴァーアルバム2 ～A Tribute To The Elephant Kashimashi～』(2013年12月18日)収録。2014年6月11日配信。